# Neottiulus striatus
Neottiulus striatus är en mångfotingart som beskrevs av Loomis 1972. Neottiulus striatus ingår i släktet Neottiulus och familjen kejsardubbelfotingar. Inga underarter finns listade i Catalogue of Life.